# 1. FC Lokomotive Leipzig (Frauenfußball)
Zur Saison 2004/05 übernahm der 1. FC Lokomotive Leipzig, kurz 1. FC Lok oder Lok Leipzig,  die erfolgreiche Frauenmannschaft des insolventen VfB Leipzig. Die meiste Zeit spielte die Mannschaft in der 2. Bundesliga. Zudem spielte die Mannschaft in der Saison 2005/06 in der Regionalliga Nordost und in der Saison 2011/12 in der 1. Bundesliga. Zur Saison 2013/14 wechselte die Frauenabteilung geschlossen zum neugegründeten FFV Leipzig.

## Vorgeschichte
Mitte der 1990er Jahre gründete sich im VfB Leipzig die Abteilung Frauenfußball. Zum Ende des VfB Leipzig konnte die Frauenmannschaft ihre größte Erfolge feiern. In der Saison 2002/03 stieg die Mannschaft aus der Landesliga in die Regionalliga Nordost auf. Zuvor war dies mit dem SV Post Leipzig erst einer Leipziger Mannschaft geglückt. Gleich in der ersten Regionalliga-Saison belegte die Mannschaft den fünften Platz und qualifizierte sich dadurch für die 2. Bundesliga.

## Geschichte
Nach der Auflösung des VfB Leipzig schloss sich die Frauenfußballabteilung dem neu gegründeten 1. FC Lokomotive Leipzig an. Unter diesem Namen trat die Mannschaft in der neugegründeten 2. Bundesliga an. In der Südgruppe belegte man in der Saison 2004/05 mit 10 Punkten den letzten Platz und stieg ab. Nach dem Abstieg konnte die Mannschaft in der Spielzeit 2005/06 die Meisterschaft in der Regionalliga Nordost sichern und den direkten Wiederaufstieg in die 2. Bundesliga feiern. Zudem konnte sich die Mannschaft in dieser Spielzeit den Sachsenpokal sichern.
In der 2. Bundesliga wurden sie nicht erneut in der Südgruppe eingeordnet, sondern in der Nordgruppe. Mit 34 Punkten und dem sechsten Platz hielten die Leipziger die Klasse und waren der beste Aufsteiger. Mit dem siebten Platz konnten die Leipzigerinnen die Leistungen aus der Vorsaison bestätigen und hielten erneut die Klasse. In der Saison 2008/09 griff der 1. FC Lokomotive Leipzig zum ersten Mal in das Aufstiegsrennen ein. Hinter Tennis Borussia Berlin und der zweiten Mannschaft von 1. FFC Turbine Potsdam belegte man am Saisonende den dritten Platz.
Nachdem es in der folgenden Saison durch einen vierten Platz erneut nicht für den Aufstieg gereicht hatte, sicherte sich der 1. FC Lokomotive Leipzig in der Saison 2010/11 als Vizemeister der Staffel Nord den Aufstieg in die 1. Bundesliga, weil der Meister Hamburger SV II nicht aufstiegsberechtigt war. In der Premierensaison kam der 1. FC Lok nicht über den letzten Platz hinaus und musste absteigen. Insgesamt konnten die Mannschaft aus Leipzig nur viermal gewinnen und zwar gegen den FC Bayern München, gegen Bayer 04 Leverkusen und zweimal gegen den FF USV Jena. Nach dem Abstieg wurden sie erneut in die Nordstaffel der 2. Bundesliga einsortiert, dort erreichten sie in der Spielzeit 2012/13 nur den sechsten Platz.
Angesichts einer drohenden Insolvenz des Vereins gründeten die Mitglieder der Frauenabteilung am 4. April 2013 mit dem FFV Leipzig einen reinen Frauenfußballverein. Dieser übernahm nach dem Austritt aller Spielerinnen und der damit verbundenen Auflösung der Frauenabteilung des 1. FC Lokomotive Leipzig dessen Spielrecht in der 2. Bundesliga und nahm ab der Saison 2013/14 am regulären Spielbetrieb teil.

## Ehemalige Spielerinnen
| - Anne van Bonn - Jenista Clark - Katharina Freitag - Janine Ganser - Katja Greulich - Marie-Luise Herrmann - Christin Janitzki - Katie Kelly | - Josefine Krengel - Peggy Kuznik - Jil Ludwig - Jobina Lahr - Angelina Lübcke - Lyn Meyer - Christina Nauesse | - Safi Nyembo - Kathrin Patzke - Babett Peter - Kathleen Radtke - Ann-Katrin Schinkel - Gaëlle Thalmann - Gabriella Tóth |

## Erfolge
- Aufstieg in die Bundesliga: 2010/11
- Aufstieg in die 2. Bundesliga: 2005/06
- Meister der Regionalliga Nordost: 2005/06
- Sächsischer Pokalsieger: 2005/06